# Figen Yüksekdağ
Figen Yüksekdağ Şenoğlu (prononcé [fi'gen jyksek'da: ʃeno:'lu], née en 1971 à  Ceyhan) est une femme politique turque, co-présidente du Parti démocratique des peuples.

## Biographie
Neuvième fille d'une fratrie de dix enfants d'une famille turque traditionaliste et religieuse originaire d'Adana et proche du parti nationaliste MHP, elle fréquente des groupes liés à la gauche radicale dès son adolescence. À l'âge de 17 ans elle rejoint le Sosyalist hareket et est gardée à vue lors d'une manifestation du premier mai un an après. Elle s'éloigne alors de sa famille, part pour Istanbul et y rejoint le mouvement Özgür Gençlik. Elle travaille au journal Atılım Gazetesi, où elle rencontrera son futur mari, Sedat Şenoğlu, qu'elle épousera alors que ce dernier est en détention.
En 2003 elle est élue conseillère municipale « indépendante » à Adana. À partir de 2009, elle devient rédactrice en chef de la revue La femme socialiste (Sosyalist Kadın dergisi).
Le 5 février 2010 elle est élue présidente du Parti socialiste des opprimés.
Le 22 juin 2014 elle est élue vice-présidente du Parti démocratique des peuples avec son colistier Selahattin Demirtaş.
Le 7 juin 2015 elle est élue députée de Van et siège à la Grande assemblée nationale de Turquie dans les rangs du HDP.
Elle a été arrêtée chez elle à Ankara le 4 novembre 2016 pour des liens supposés avec le Parti des travailleurs du Kurdistan (PKK). L'accusation de liens avec le PKK est régulièrement utilisée comme prétexte par le pouvoir turc pour criminaliser l'opposition kurde malgré les déclarations choc en 2015 comme quoi elle et son organisation prennent leurs forces du PYD, YPG et du YPJ (branche syrienne du PKK).
Le 21 février 2017, elle est déchue de son mandat parlementaire. Le 9 mars 2017, la justice turque la prive de tout mandat au sein d'un parti.